# Соловьёв, Александр Васильевич (историк)
Алекса́ндр Васи́льевич Соловьёв (5 сентября 1890, Калиш, Царство Польское, Российская империя — 14 января 1971, Женева, Швейцария) — русский, югославский и швейцарский историк и филолог. Историк славянского и византийского права, славист, археолог, знаток богомильства, исследователь сербской геральдики, сфрагистики, византолог и балкановед.

## Биография

### Российский период
- 1890 — родился в городе Калише, Калишская губерния Российской империи.
- 1912 — окончил юридический факультет Варшавского университета.
- 1915 — историко-филологический факультет Варшавского университета.
- 1918 — преподавал в Ростовском-на-Дону университете.
- 1920 — эмиграция в Югославию.

### Югославский период
В Королевстве сербов, хорватов и словенцев (СХС), которым правил единственный к тому времени сохранивший власть православный монарх Александр Карагеоргиевич, в эмиграции оказались люди с православным и монархическим мировоззрением. Для Сербии, потерявшей в Первой мировой войне 37 % мобилизованных солдат, приток образованных эмигрантов из России был большим приобретением, а король Александр их поддерживал. В Белградском университете работал учитель А. В. Соловьёва по Варшавскому университету Ф. В. Тарановский. Под его началом сформировались научные взгляды А. В. Соловьёва.
Свою карьеру он начал учителем русского языка и русской литературы в старших классах 1-й русско-сербской гимназии (1921—1935). Как обладатель магистерской степени по юриспруденции, он одновременно преподавал на кафедре истории славянского права в Белградском университете (до 1946).
В 1928 году он защитил докторскую диссертацию по истории «Законник короля Стефана Душана» — одно из лучших исследований этого источника.
В 1930 избран экстраординарным профессором Белградского университета по кафедре истории славянского права, с 1936 года — ординарный профессор той же кафедры.
В 1927—1936 годах — член Русского археологического общества, с 1928-го — член Русского научного института в Белграде. По предложению А. В. Флоровского принимал участие в работе Славянского института в Праге, член редакционной коллегии 12-го тома «Трудов» института. В августе 1933 года в составе делегации русских академических организаций за границей выступил с докладом «Corona Regni» на 7-м международном конгрессе историков в Варшаве.
Стал членом философско-религиозного «Братства Святой Софии».
Во время войны (1942) преподавал на богословских курсах в Белграде.
В 1946 году назначен первым деканом вновь созданного юридического факультета университета в Сараево.
В 1949 году был арестован «за недоносительство» и отдан под суд. Прошёл в социалистической Югославии тюрьмы, пересыльные лагеря, дважды терял все свои архивы, библиотеку. Его семью арестовывали, жена стала инвалидом в тюрьме Сараево. Однако в 1951 году Соловьёвых выпустили за границу и в конце концов они обосновались в Швейцарии.

### Швейцарский период
В Женеве Александру Васильевичу пришлось сдавать множество экзаменов, однако он быстро доказал свою профессиональную состоятельность как знаток европейской истории, римского и византийского права. После войны он вернулся в научную среду своей родины, установив контакты с исследователями древнерусской литературы Н. К. Гудзием, Д. С. Лихачёвым. Его статьи были опубликованы в советских научных журналах и Трудах отдела древнерусской литературы Института русской литературы.
С 1952 года А. В. Соловьёв работал в должности приват-доцента философского факультета, затем экстраординарным профессором по кафедре славянских языков и славянской литературы Женевского университета. Одновременно читал курс по истории Византии. В сентябре 1955 года участвовал в работе X международного конгресса историков в Риме.
В 1960 вышел в отставку по выслуге лет. В 1961 был избран профессором honoris causa Женевского университета.
Скончался в Женеве в 1971 году.

## Научная деятельность
Соловьев написал цикл статей: «Святая Русь. Очерк развития религиозно-общественной идеи», «Национальное сознание в русском прошлом», «Белая и Чёрная Русь. Опыт историко-политического анализа», в которых анализирует историю формирования самосознания русского народа, о том, каким содержанием в разные исторические периоды наполнялось понятие «Русь». Его работа о Святой Руси вышла раньше известной статьи А. В. Карташёва на эту же тему и в определённом смысле является предтечей трудов Л. Н. Гумилёва. Исследователь русской эмиграции в Белграде Елена Анатольевна Бондарева считает, что А. В. Соловьёв в своей трактовке понятия Святой Руси глубже, так как он находит укорененность этой идеи со всеми слоями общества — от смерда и митрополита до кожемяки и князя.
А. В. Соловьев связывает то, почему именно в России тоска по утраченному Небесному Отечеству столь глубоко укоренилась в народном сознании, с колоссальными сдвигами в средневековом мироустройстве: под ударами латинян-крестоносцев пал Царьград, а затем и Византийская империя под ударами иноверных турок, с запада на Псков и Новгород надвигаются немецкие рыцари, с востока давит Орда. И в таком окружении Русь оказывается единственной хранительницей истинной веры, в этом её долг, служение и призвание. И эта идея глубоко проникла в народное сознание.